# Brisant (Fernsehmagazin)

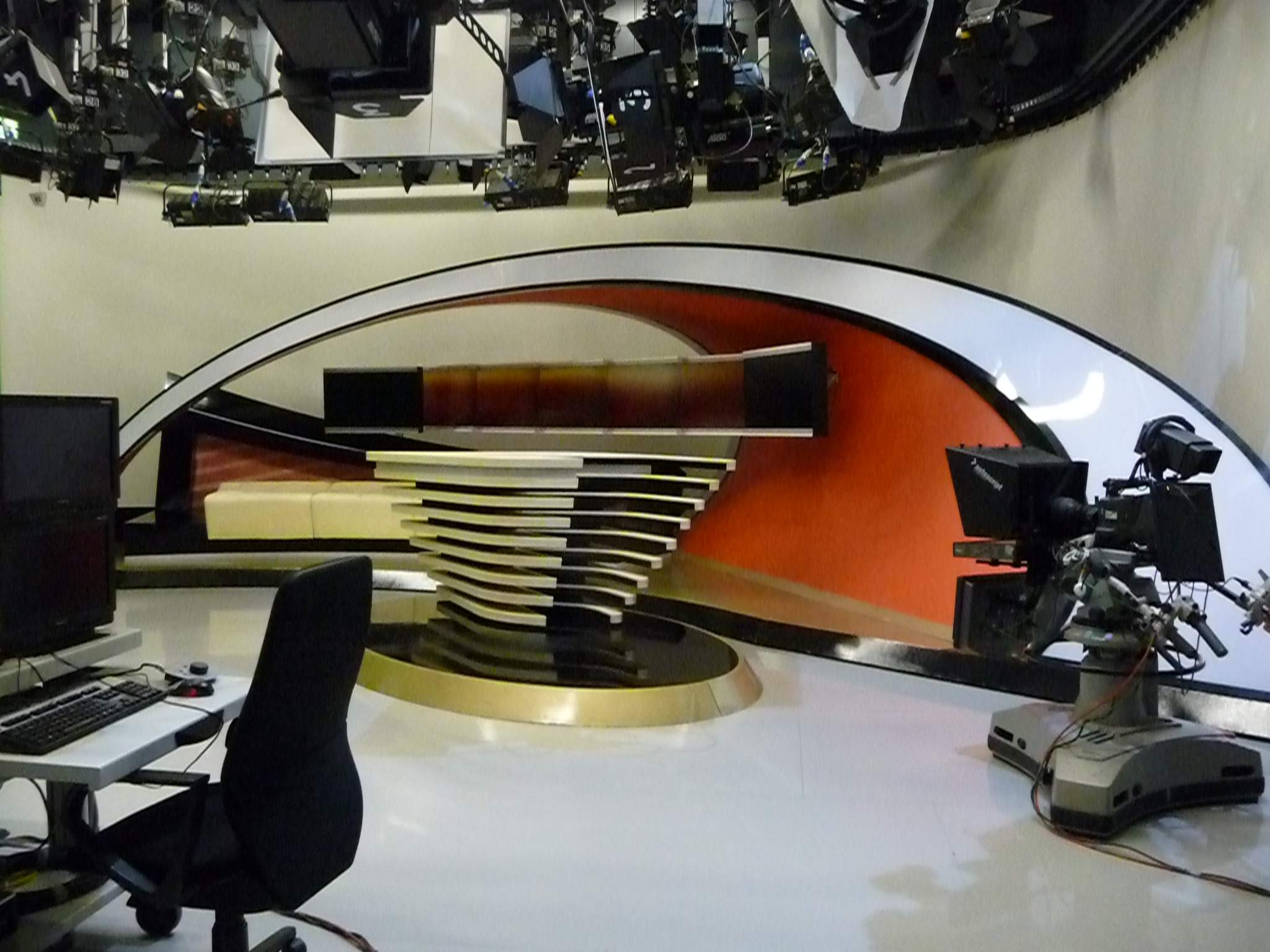
Brisant-Studio bis 2019 (unbeleuchtet)

Brisant ist ein Boulevardmagazin, das montags bis sonntags im Nachmittagsprogramm des Ersten läuft.

## Sendung
Produziert wird die Sendung live vom Mitteldeutschen Rundfunk (MDR) in Leipzig. Erstmals wurde die Sendung am 3. Januar 1994 ausgestrahlt.
2013 erhielt die Sendung den Bambi in der Kategorie Publikumspreis.
Seit 2021 wird regelmäßig auf AudioNow ein Podcast zur Sendung mit der sogenannten „Promi-Expertin“ Susanne Klehn veröffentlicht.

## Inhalt
Brisant ist ein Magazin mit einer Vielfalt an Themen aus aller Welt: Nachrichten, Tipps, Trends, Luxus, Laster und Neuigkeiten von Prominenten.
Von 2001 bis 2007 vergab Brisant jährlich den Medienpreis Brisant Brillant. Von 2001 bis 2003 hieß der Preis Goldener Wuschel, benannt nach Wuschel, dem ehemaligen Maskottchen der Sendung.

## Moderatoren
Das 1994 erstmals gesendete Format wurde zu Beginn von Anja Wolf moderiert, später von dem Trio Sabine Noethen, Andreas Spellig und Axel Bulthaupt. Griseldis Wenner übernahm bereits 1995 den Part von Noethen, Anfang 1997 kam Ines Krüger für Spellig ins Team. Alexander Mazza übernahm 2004 die Nachfolge von Axel Bulthaupt. Nach dem Weggang von Krüger im selben Jahr gab es mit Wenner und Mazza danach nur noch zwei Hauptmoderatoren der Sendung. René Kindermann, der ab 2006 Vertretung war, trat 2008 die Nachfolge von Mazza an; ebenfalls 2008 übernahm Mareile Höppner nach 14 Jahren die Rolle von Griseldis Wenner. 2012 gab Kindermann seinen Part an Kamilla Senjo ab und übernahm wieder die Vertretungen der Sendung. Gut zehn Jahre lang moderierten Senjo und Höppner daraufhin gemeinsam die Sendung, ehe Höppner 2022 zu RTL wechselte und Marwa Eldessouky ihre Nachfolge bei Brisant übernahm.
| Moderator(in)         | Jahr(e)   | Bemerkung                                    | Quelle      |
| --------------------- | --------- | -------------------------------------------- | ----------- |
| Aktuelle Moderatoren  |           |                                              |             |
| Kamilla Senjo         | seit 2010 | Hauptmoderatorin, bis 2012 Vertretung        | [ 1 ]       |
| Marwa Eldessouky      | seit 2022 | Hauptmoderatorin                             | [ 2 ]       |
| René Kindermann       | seit 2006 | Vertretung, von 2008 bis 2012 Hauptmoderator | [ 3 ]       |
| Ehemalige Moderatoren |           |                                              |             |
| Anja Wolf             | 1994      | Hauptmoderatorin                             |             |
| Sabine Noethen        | 1994–1995 | Hauptmoderatorin                             |             |
| Andreas Spellig       | 1994–1996 | Hauptmoderator                               |             |
| Axel Bulthaupt        | 1994–2003 | Hauptmoderator                               |             |
| Ines Krüger           | 1997–2004 | Hauptmoderatorin                             |             |
| Alexander Mazza       | 2004–2007 | Hauptmoderator                               |             |
| Griseldis Wenner      | 1995–2008 | Hauptmoderatorin                             |             |
| Mareile Höppner       | 2008–2022 | Hauptmoderatorin                             | [ 4 ] [ 2 ] |

## Sendezeiten
Ab dem 2. Januar 2008 wurde die Sendezeit um 15 Minuten verlängert und erscheint seither werktäglich von 17:15 Uhr bis 18:00 Uhr im Ersten. Seit dem 5. April 2020 läuft Brisant auch am Sonntag und damit an allen Tagen der Woche.
- Das Erste: montags bis freitags Erstsendung 17:15 Uhr, samstags Erstsendung 17:10 Uhr, sonntags Erstsendung 17:00 Uhr.

- In den Dritten werden die Folgen des Magazins zu verschiedenen Sendezeiten noch einmal wiederholt.